# Psychoides phaedrospora
Psychoides phaedrospora är en fjärilsart som beskrevs av Edward Meyrick 1935. Psychoides phaedrospora ingår i släktet Psychoides och familjen äkta malar. Inga underarter finns listade.